# Armodoris antarctica
Armodoris antarctica is een slakkensoort uit de familie van de Akiodorididae. De wetenschappelijke naam van de soort is voor het eerst geldig gepubliceerd in 1972 door Minichev.